# خناق مايون
توجد بلدية خناق مايون بولاية سكيكدة يحدها شمالا البحر الأبيض المتوسط وشرقا بلدية أولاد عطية وغربا بلدية البحر المتوسط وجنوبا بلدية وادي الزهور وهي بلدية تعدادها السكاني حوالي 28000 نسمة يمارس الزراعة كمصدر اساسي وخدمات السياحة

## يحدها من الغرب البحر المتوسط
عدد سكانها يفوق 7000 نسمة
1. ↑  Algeria Municipalities نسخة محفوظة 18 يوليو 2017 على موقع واي باك مشين.